# Аркадий Рилов
Аркадий Александрович Рилов (руски Аркадий Александрович Рылов) е руски и съветски художник-пейзажист и график.

## Биография
Рилов е роден в село Истобенское. Отгледан е в семейството на своя втори баща, нотариус (родния му баща е психически болен). Учи в Санкт Петербург първоначално в Централното училище по техническо рисуване на барон А. Щиглиц (1888 – 1891) и в рисувалната школа на Константин Крижицки. След това, в периода 1894 – 1897 учи в Академията на изкуствата при Архип Куинджи. Активно участва в основаването на съюза „Мир искусства“. От 1915 е академик на живописта, а от 1918 – професор.
Работил е дълго в околностите на Петербург и във Финландия, за което свидетелстват десетки негови картини и етюди със сурови краски.
Освен като живописец Рилов успешно работил и като художник-илюстратор, написал книга очерк за природата, оформяйки я със собствени акварели.

## Творби
Най-известната му творба е „Зелен шум“ от 1904 г., изобразяваща пролетен пейзаж с няколко древни кораби на заден план. Самият Рилов прави копие на своята картина, която сега се намира в Китай, в Музея на руското изкуство.
Друга известна негова картина е „В синия простор“ от 1918 г., изобразяваща диви гъски летящи в небето над море. На заден план се вижда ветроходен кораб и скали.
Други негови творби са:
- „Вятър в дърветата“ (Третяковска галерия)
- „Зелена дантела“ (Третяковска галерия)
- „Ленин в Разлив“ (Руски музей)
- „Ноември“ (1937),
- „Летен ден“,
- „Летен пейзаж“,
- „Сенокос“

- „Зелен шум“ (1904)
- „В гората“ (1905)
- „Пейзаж с река“ (1913)
- „Залез“ (1917)
- „В синия простор“ (1918)
- „На пост“ (1931)
- „Свръхмощният парен влак“ (1935)
- „В. И. Ленин в Разлив през 1917 г.“ (1934)